# Dodge Matador
La Matador è un'autovettura full-size prodotta dalla Dodge nel 1960.

## Storia
La Matador è stata una delle due vetture introdotte dalla Dodge nel 1960 in occasione del ritiro dal mercato di tre modelli che erano in listino da molto tempo, vale a dire la Coronet, la Custom e la Custom Royal. L'altro modello introdotto nell'anno citato fu la Dart. La Matador venne collocata, nella gamma Dodge, alla base dell'offerta di modelli full-size. All'apice della categoria citata c'era la Polara. Tutte le Matador erano equipaggiate con motori V8, dato che non erano disponibili per il modello i propulsori Chrysler a sei cilindri Slant Six. Essi, infatti, non furono offerti nel 1960 sulle Dodge d'alta gamma. Le cilindrate dei motori disponibili erano 5,2 L, 5,9 L e 6,3 L. Questi motori erogavano, rispettivamente, 230 CV, 295 CV e 325 CV di potenza. La Matador fu disponibile in versione berlina quattro porte, hardtop quattro porte, coupé due porte e familiare cinque porte.
La Matador e la simile ma meglio equipaggiata Polara presentavano delle caratteristiche stilistiche che vennero ereditate dai modelli del 1959, i quali, a loro volta, erano un'evoluzione dello stile "Forward Look" di Virgil Exner, che venne introdotto nel 1957. Come questi modelli, la Matador del 1960 proseguì il corso stilistico Dodge dell'epoca, comprendente i fari posteriori sovrapposti e con alloggiamenti a forma di razzo. Comunque, le dimensioni di questi fanali erano molto accentuate, tant'è che la parte inferiore della luce "invadeva" il paraurti. Il design della Matador comprendeva anche le pinne posteriori che erano caratteristiche delle Dodge dell'epoca e che includevano piccole luci verticali poste sulla parte laterale delle pinne stesse. Lo scopo della pinna accorciata era quello di aumentare l'impressione di grandezza dei fari posteriori montati nei citati alloggiamenti a forma di razzo. Anteriormente, la vettura era caratterizzata da una piccola calandra comprendente sei file verticali di inserti cromati di forma rettangolare. La calandra era montata in un massiccio paraurti anteriore dal disegno complesso. La Matador, essendo alla base della gamma full-size della Dodge, non era dotata delle cromature presenti sulla Polara.
La maggior parte delle vetture prodotte dalla Dodge vendute durante il model year 1960 erano delle Dart, che era offerta in tre allestimenti (Seneca, Pioneer e Phoenix) e che venne introdotta anch'essa nel 1960.
Della Matador ne vennero prodotti circa 23.600 esemplari. I bassi volumi di vendita e la crescente popolarità della Dart, spinsero la Dodge a ritirare dal mercato la Matador già nel 1961.
Il nome "Matador", che in spagnolo significa "torero", fu poi utilizzato per la AMC Matador, che venne introdotta nel 1971 dall'American Motors per sostituire la AMC Rebel. L'American Motors fu poi acquistata dal gruppo Chrysler nel 1987.